# Niagara (miejscowość w Wisconsin)
Niagara – miasto w Stanach Zjednoczonych, w stanie Wisconsin, w hrabstwie Marinette.